# Második Alapítvány
A Második Alapítvány (angolul: Second Foundation) Isaac Asimov 1953-ban megjelent regénye, a klasszikus Alapítvány-trilógia harmadik kötete. Két novellát tartalmaz, ezeket eredetileg az Astounding Science Fiction magazin jelentette meg, majd a Gnome Press adta ki először könyv formájában őket 1953-ban.
Magyar nyelven először 1973-ban jelent meg a Kozmosz Fantasztikus Könyvek sorozatban Baranyi Gyula fordításában.
- Az első novella, Az Öszvér keresi a Második Alapítványt (angolul: Search By the Mule) először az Astounding Science Fiction magazin 1948. januári számában jelent meg Now You See It... (Most látod...) címmel.
- A második novella, Az Alapítvány keresi a Második Alapítványt (angolul: Search By the Foundation) először az Astounding Science Fiction magazinban jelent meg 1949. novembere és 1950. januárja között három részben ...And Now You Don't (...de most nem) címmel.

2001-ben a könyv második elbeszélését nevezték az 1951-es retro Hugo-díjra kisregény kategóriában.

## Történet

### Első rész:Az Öszvér keresi a Második Alapítványt
Az első rész annak a történetét meséli el, hogyan kísérelte meg az Öszvér – aki immáron a Világok Szövetségének, így többek között az Első Alapítványnak is teljhatalmú ura volt – első embere, a módosított elméjű egykori alapítványi katonatiszt, Han Pritcher és egy kalgani fiatalember, a heves és ambiciózus Bail Channis által felkutatni a Második Alapítványt. Channis valójában a Második Alapítvány ügynöke, akinek küldetése érdekében módosították a memóriáját. Az Öszvér, miután Channis elvezette őt Tazenda bolygójára, majd Rossemre, egy koszos kis földművelővilágra, leleplezi őt és utasítást ad hadseregének Tazenda és Rossem elpusztítására, mivel Channis – akit az Öszvér kényszerít arra, hogy átadja tudását – úgy tudja, ez a Második Alapítvány központja.
Ekkor érkezik meg a Második Alapítvány Első Szólója, aki rövid – mentális – párviadalt követően legyőzi és megváltoztatja az Öszvér elméjét, így az felhagy a további terjeszkedéssel és nem keresi tovább ellenségeit. Channis memóriáját később visszaállítják eredeti állapotába, így újra teljes értékű mentalistává válik.
Az első rész története A.K. 315-ben játszódik (G.K. 12 381).

### Második rész:Az Alapítvány keresi a Második Alapítványt
A második rész története A.K. 376-377-ben játszódik.
Néhány évtizeddel az első rész után játszódik, az Öszvér – természetes, ámbár testi gyengeségének következményeként korai – halála után. A Világok Szövetsége széthullott, az Első Alapítvány újra virágzik, ám figyelmüket az elmúlt évek eseményei a mentalisták irányába terelték. A Második Alapítvány-ellenes mozgalom vezetője dr. Toran Darell, az Alapítvány és Birodalomban szereplő Toran Darell és Bayta Darell fia, Arkady Darell apja. A történet elején dr. Darellt felkeresi egy régi munkatársának, a nemrégiben elhunyt dr. Kelisének asszisztense, Pelleas Anthor, és megkezdik egy összeesküvés megszervezését, melynek célja a Második Alapítvány felkutatása és elpusztítása. Az összeesküvésbe bevonják még Jole Turbor riportert, dr. Elvett Semic fizikust és Homir Munn könyvtárost, aki az Öszvér idejéből fennmaradt információk felhalmozásával töltötte élete nagy részét.
Az Öszvér öröksége szintén újjáéledőben van Kalganon. A kalgani területek ura ekkor a nemrégiben puccsal hatalomra került Lord Stettin, aki arra vágyik, hogy megismételje mutáns elődjének hódításait. Homir Munnt a terminusi összeesküvők Kalganra küldik azzal a feladattal, hogy az Öszvér régi palotájában keressen utalásokat a Második Alapítványra vonatkozólag. Arkady az összeesküvőket kihallgatva tudomást szerez a tervről, és titokban felszökik Munn hajójára. Kalganon a Darell lány közbenjárására és a Lord szeretője, Lady Callia sugallatára a könyvtáros megkapja az engedélyt kutatásához, az uralkodó azonban, ráunva Calliára, szemet vet Arkadyra. A Lady megszökteti a lányt, ám Arkady rájön, hogy segítője valójában a Második Alapítvány ügynöke, és valószínűleg – Stettinen keresztül – ő irányítja a mentalisták céljainak megfelelően Kalgant. Arkady Trantorra menekül egy farmer házaspárral, akikkel Kalgan űrrepülőterén találkozik, segítségükkel sikerül elkerülnie az őt kereső rendőröket.
Lord Stettin eközben – tanácsadói javaslatainak ellenére – háborút indít az Alapítvány ellen. A háború a Hober Mallow kalmárhajó elpusztításával kezdődik, az Alapítvány lassú visszavonulásra, területei egy részének feladására kényszerül. A kalgani erők bekerítik Terminus és a Négy Királyság térségét, elvágva az Alapítványt számos létfontosságú utánpótlási területtől, többek között mezőgazdasági bolygói nagy részétől is. A Háború alatt Jole Turbor haditudósítóként dolgozik a flottánál, ahol az általános vélekedés szerint a Második Alapítvány fogja átsegíteni Terminust a válságon.
A Trantoron a Palver házaspárral élő Arkady ráveszi Preem Palvert, hogy utazzon el Terminusra és ajánlja fel a trantori szövetkezetek segítségét az élelmiszerkészletek szállításában, valamint adjon át dr. Darellnek egy üzenetet, mely így hangzik: „A körnek nincs vége”. Ezzel arra utal, hogy a Hari Seldon által Csillagvégként, a Galaxis túlsó feleként jelzett helyet, a Második Alapítvány központját valójában Terminuson kell keresni.
A háború menete hamarosan megfordul – a quoristoni csatában az Alapítvány erői elsöprő győzelmet aratnak a kalgani flotta felett, Lord Stettin így meghátrálásra kényszerül. Homir Munnt békekövetként küldik haza, a békének megfelelően a kalgani uralom alatt álló területek autonómiát kapnak és népszavazással döntenek arról, hogy a korábbi, kalgani ellenőrzést, a függetlenséget vagy az Alapítvánnyal való konföderációt választják-e.
A háború vége után az összeesküvők ismét dr. Darell házában gyűlnek össze. Homir Munnról, aki azt állítja, kutatásával megbizonyosodott arról, hogy a Második Alapítvány nem létezik, kiderül, hogy elméjét „kezelésbe vették”. Pelleas Anthor szerint a rivális Alapítvány búvóhelye a Kalgan, azonban dr. Darell leleplezi őt, mint második alapítványistát. Elárulja, hogy a háború folyamán dr. Semic segítségével elkészített egy ún. „agyzavaró készüléket”, mely hatásos fegyvernek bizonyul a mentalisták – így például Anthor – ellen. A lelepleződött ügynök azt mondja Darelléknek, hogy a Második Alapítvány központja valójában – Arkady feltételezésének megfelelően – a Terminuson van, és mindössze ötven tagot számlál. Őket a későbbiek folyamán valószínűleg meggyilkolják vagy egy agyzavaró adókkal körülbástyázott bolygóra telepítik, dr. Darellt pedig kitüntetik munkájáért.
A regény végén megtudjuk, hogy valójában a trantori farmer, Preem Palver a Második Alapítvány vezetője, azaz Első Szólója, az események pedig tervének megfelelően váltak valóra. A terv célja az Öszvér által a Seldon-tervben okozott torzulások helyrehozása volt azzal, hogy egyrészt a Kalgan ellen vívott győztes háborúval megmutatják az Első Alapítványnak, hogy továbbra is képes saját erejéből fennmaradni és gyarapodni, másrészt elterelik figyelmüket a lélektan tudományáról azzal, hogy azt a látszatot keltik, hogy a Második Alapítvány elpusztult. Központjuk, mint ekkor megtudjuk, valójában a Trantoron, a Birodalmi Könyvtárban és a Trantori Egyetem területén van, amelynek épületegyüttese egyedül vészelte át sértetlenül Trantor pusztulását. Kiderül, hogy eltereljék magukról a figyelmet, még a Trantoron született Arkady Darell elméje is a mentalisták eszköze lett.

## A szervezet
A kifejezés az azonos név alatt futó szervezetet is jelenti. Az Alapítvány-trilógiában, bár rengeteg utalás található a rejtélyes társaságra, alig valamit tudunk meg róluk. Az Alapítvány még nem foglalkozik velük, az Alapítvány és Birodalom második fejezete („Az Öszvér”) és a harmadik könyv első fejezete („Az Öszvér keresi a Második Alapítványt”) - bár felkutatásuk történetének első szakaszáról szól – nem árul el érdemi információt. A Második Alapítvány – ahogy feljebb is olvasható – teljes egészében velük foglalkozik, ám többnyire az alapítványiak szemével láttatja a történéseket, és csak rövid közjátékokban enged betekintést a valós történésekbe. Az Alapítvány pereme címet viselő, később keletkezett könyv már részletesen foglalkozik velük és bemutatja társadalmi berendezkedésüket, mindennapjaikat, munkájukat, problémáikat és belharcaikat is.
A Második Alapítványt Hari Seldon alapította, egyidőben az Első Alapítvánnyal. Feladata, hogy tagjainak mentális beavatkozásaival és a pszichohistória matematikájának alkalmazásával felügyeljék a Seldon-terv kiteljesedését. Alapításának helyéről Seldon csak annyit árult el, hogy a Terminus-hoz képest a Galaxis másik végén, az általa „Csillagvég”-ként aposztrofált helyen hozták létre. Mint később kiderül, ez egy szociológiailag értelmezendő fogalom, mely a Trantort, az Első Galaktikus Birodalom fővárosát jelöli, azon belül is egészen pontosan a Trantori Egyetemet és a Könyvtárat. Mikor A.K. 270-ben (G.K. 12 336), a Nagy Dúláskor Gilmer seregei elpusztítják a Trantort és lakosságának nagy részét kiirtják, csak ez az épületegyüttes vészeli át sértetlenül a harcokat, mivel a mentalisták – akiket ekkor Yokim Sarns Első Szóló vezet – megvédik azt.
A Második Alapítvány tagjai kivétel nélkül mentalisták (Asimov regényeiben mentalistáknak nevezi a telepatikus képességekkel rendelkező embereket), a leggyengébbektől, a megfigyelőktől, ügynököktől kezdve az irányító szerv, a Szólók Asztalának tagjaiig. (Az Öszvér keresi a Második Alapítványt-ban említenek egy bizonyos testületet, a Második Alapítvány Végrehajtó Tanácsát, mely valószínűleg azonos az Asztallal.) A Szólók Asztalának vezetője az Első Szóló, akit mindig az előző Első Szóló jelöl meg utódjául. A Szólók Asztala tizenkét tagból áll, akik – legalábbis elvben – egyenrangúak, s az Első Szóló hatalma is csak annyi – szintén csak elvben – amennyi a nevében foglaltatik, vagyis ő nyitja meg az ülést, ő beszél először. Ezen kívül ő őrzi az Ősradiánst, amely egy még Seldon idejéből hátramaradt eszköz. Segítségével a Seldon-terv pszichohistorikai egyenleteit lehet kivetíteni és módosítani.

## Megjelenések

### Angolul
1. Second Foundation, Gnome Press, 1953[2]

### Magyarul
1. Második Alapítvány. Tudományos fantasztikus regény; ford. Baranyi Gyula, életrajz Kuczka Péter, utószó Makkai László; Kozmosz Könyvek, Bp., 1973 (Kozmosz fantasztikus könyvek), ISBN 9632115201
2. Második Alapítvány, Kozmosz Fantasztikus Könyvek, Kozmosz Könyvek, Budapest, 1982, ford. Baranyi Gyula, ISBN 9632115201
3. Második Alapítvány, Móra Ferenc Ifjúsági Könyvkiadó, Budapest, 1994, ford. Baranyi Gyula, ISBN 9631171515
4. Második Alapítvány, Gabo Könyvkiadó, Budapest, 2000, ford. Baranyi Gyula, ISBN 9638009799
5. Asimov teljes Alapítvány-Birodalom-Robot Univerzuma, 4. kötet, Szukits Könyvkiadó, Szeged, 2003, ford. Baranyi Gyula
6. Második Alapítvány, Gabo Könyvkiadó, Budapest, 2011, ford. Baranyi Gyula, ISBN 9789636894245
7. Alapítvány-trilógia / Alapítvány / Alapítvány és birodalom / Második Alapítvány; ford. Sámi László; Gabo, Bp., 2018